# 소진아
《소진아》는 《환상게임》에 등장하는 히로인으로, 원판 이름은 혼고 유이(本郷唯).

## 소개
소진아(혼고 유이)(일본어: 本郷唯)
성우：토우마 유미/야마자키 와카나(일본), 이동은(한국), 여모자(홍콩)
강미주의 친구.15세(애니메이션은 17세로 나온다.)
공부 및 운동 등 못 하는 것이 없는 팔방미인에 외모도 뛰어남. 미주와는 달리 거침없고똑부러진 성격
미주와 동시에 책을 열었으나 간발의 차이로 인하여, 마지막 무녀인 청룡의 무녀가 된다.
처음에는 청룡의 무녀가 되는 것을 주저했으나, 미주와 유귀의 대화 중 일부만을 들고 오해하여 청룡의 무녀가 됨.
미주에 대한 복잡한 애증을 가지고 있어, 그녀로부터 유귀를 빼앗는 것에 집착한다.
미주를 현실의 세계에 되돌리려 했으나, 그 반동으로 본인이 책 속으로 빨려 들어감. 그러던 중 근처에 있던 소수의 마을사람들에게 강간당할 뻔하였으나 실제로 범해지지는 않았다.
하지만 정작 본인은 자신이 강간당한 것으로 착각하여 유심에게 이용당하고, 미주와는 적대 관계를 유지한다. 후에 미주와 화해, 용주의 친구인 철만과 교제한다.